# کلیمنت تیمیریازوف

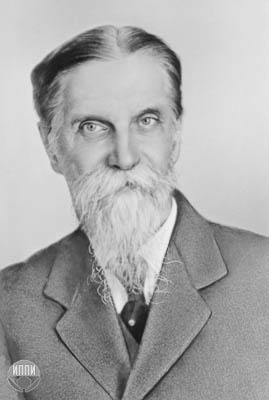

کلیمنت آرکادیویچ تیمیریازوف (۱۸۴۳-۱۹۲۰) (به روسی: Климент Тимирязев) گیاه‌شناس برجسته روسی‌ست. او با تحقیقات خود در بخش فتوسنتز نباتات، سهم بزرگی در پیش‌رفت علم زیست‌شناسی ایفا کرد. او از دانش‌آموختگان دانشگاه دولتی مسکو است. دانشگاه تیمیریازوف در مسکو به نام اوست.